# Nätverkskabel

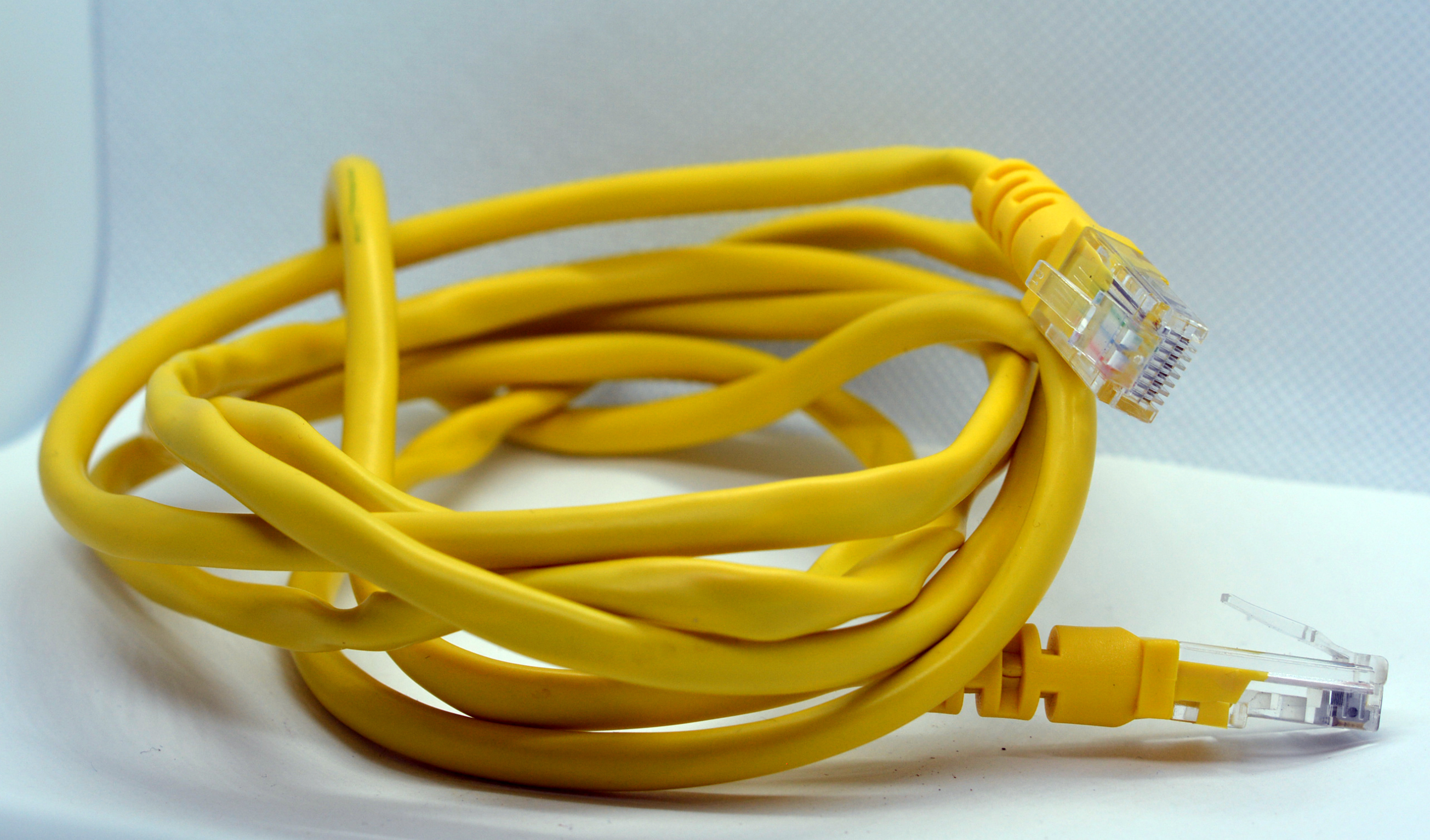
Nätverkskabel av ethernet-typ

En nätverkskabel (även kallad patchkabel, och felaktigt internetkabel) är en partvinnad kabel som används för att ansluta datorer, skrivare, nätverksväxlar, bredbandsmodem och andra enheter till varandra i ett datornätverk.
Den vanligaste typen av nätverkskabel är ethernet-kabel, närmare bestämt partvinnad kabel med RJ-45-kontakt. Denna kabel är helt digital, och den enda typ som stöds av vanliga nätverksenheter för konsumenter. Till utseendet kan den liknas med en telefonkabel, men kontakten är bredare och högre, och med 8 stift i stället för 4.